# Szandra Szögedi
Szandra Szögedi (née le 19 octobre 1988 en Hongrie) est une judokate hongroise et ghanéenne.

## Biographie
Née et grandissant en Hongrie, elle pratique d'abord la gymnastique puis le judo, intégrant l'équipe nationale à 12 ans. Elle arrête le sport en 2005 pour des raisons familiales et émigre en Grande-Bretagne en 2007. En 2008, c'est en revoyant une amie judokate à la télévision lors de la cérémonie d'ouverture des Jeux olympiques de Londres qu'elle décide de reprendre le judo en intégrant un club de judo londonien, où elle rencontre le judoka ghanéen Alex Amoako. Après l'avoir épousé, elle décide de concourir sous les couleurs du Ghana,.
Médaillée de bronze en moins de 57 kg aux Championnats d'Afrique 2012, elle évolue ensuite dans la catégorie des moins de 63 kg. Elle remporte la médaille de bronze aux Championnats d'Afrique 2014, aux Championnats d'Afrique 2015, aux Jeux africains de 2015 et aux Championnats d'Afrique de 2016.
Elle est éliminée au premier tour des Jeux olympiques d'été de 2016.